# Jürgen Tegethoff
Jürgen Tegethoff (* 24. September 1924 in Königswinter; † 4. Mai 2024 in Bad Honnef) war ein deutscher Soldat und Beamter.

## Leben
Jürgen Tegethoff wuchs in Königswinter auf. Mit 17 Jahren wurde er nach dem Notabitur am Realgymnasium (heutiges Siebengebirgsgymnasium) in Honnef  im September 1941 zur Wehrmacht eingezogen. Nach der Offiziersausbildung folgte im Dezember 1942 seine Beförderung zum Leutnant. In einem Panzerregiment an der Ostfront eingesetzt, wurde er verwundet und verbrachte fast ein Jahr im Lazarett. Anschließend nahm er als Panzerkommandant eines Königstigers in der Schweren Panzer-Abteilung 506 an der Ardennenoffensive teil. Im März 1945 sollte er den Vormarsch der Alliierten am rechten Rheinufer aufhalten. Tegethoff geriet in den Ruhrkessel, wo er sich am 20. April 1945 mit 13 Soldaten seiner Kompanie in Altena den Amerikanern ergab. Er wurde zunächst in das Durchgangslager Goldene Meile bei Remagen und danach ins Kriegsgefangenenlager CCPWE#15 von Attichy gebracht. Später war er zeitweise in britischem Gewahrsam, bevor er kurz vor Weihnachten 1945 auf der Bonner Hofgartenwiese entlassen wurde.
Nach dem Zweiten Weltkrieg und seiner Entlassung aus der Kriegsgefangenschaft studierte Tegethoff Rechtswissenschaften in Bonn und promovierte dort 1951 mit einer Dissertation über Das Delikt der Autospringer. Er war als Richter in Bonn und Köln tätig. Ab 1957 arbeitete er für das Bundesministerium der Verteidigung, wo er 1965 Ministerialrat wurde und danach Referatsleiter in verschiedenen Abteilungen. Ab 1970 gehörte er dem Planungsstab des Bundesverteidigungsministers Helmut Schmidt an mit dem Aufgabenbereich „Planungskontrolle und Systementwicklung“. Mitte 1985 wurde er zum Präsidenten der Wehrbereichsverwaltung IV ernannt und blieb bis Mitte 1989 im Amt. Im April 1989 wurde er mit dem Großen Verdienstkreuz ausgezeichnet.
Er berichtete als Zeitzeuge von seinen Erlebnissen im Zweiten Weltkrieg.
Nach seiner Pensionierung 1989 wohnte er in Heisterbacherrott. Er starb Anfang Mai 2024 im Alter von 99 Jahren.

## Veröffentlichungen
- Das Delikt der Autospringer, Dissertation, Röhrscheid, Bonn 1951.
- Soldatenversorgung, Hamburg, Berlin, Bonn 1960 und anschließend in mehreren Auflagen.